# Divisioni amministrative della Germania nazista
Le divisioni amministrative della Germania nazista determinarono l'organizzazione amministrativa della Germania nazista.

## Storia

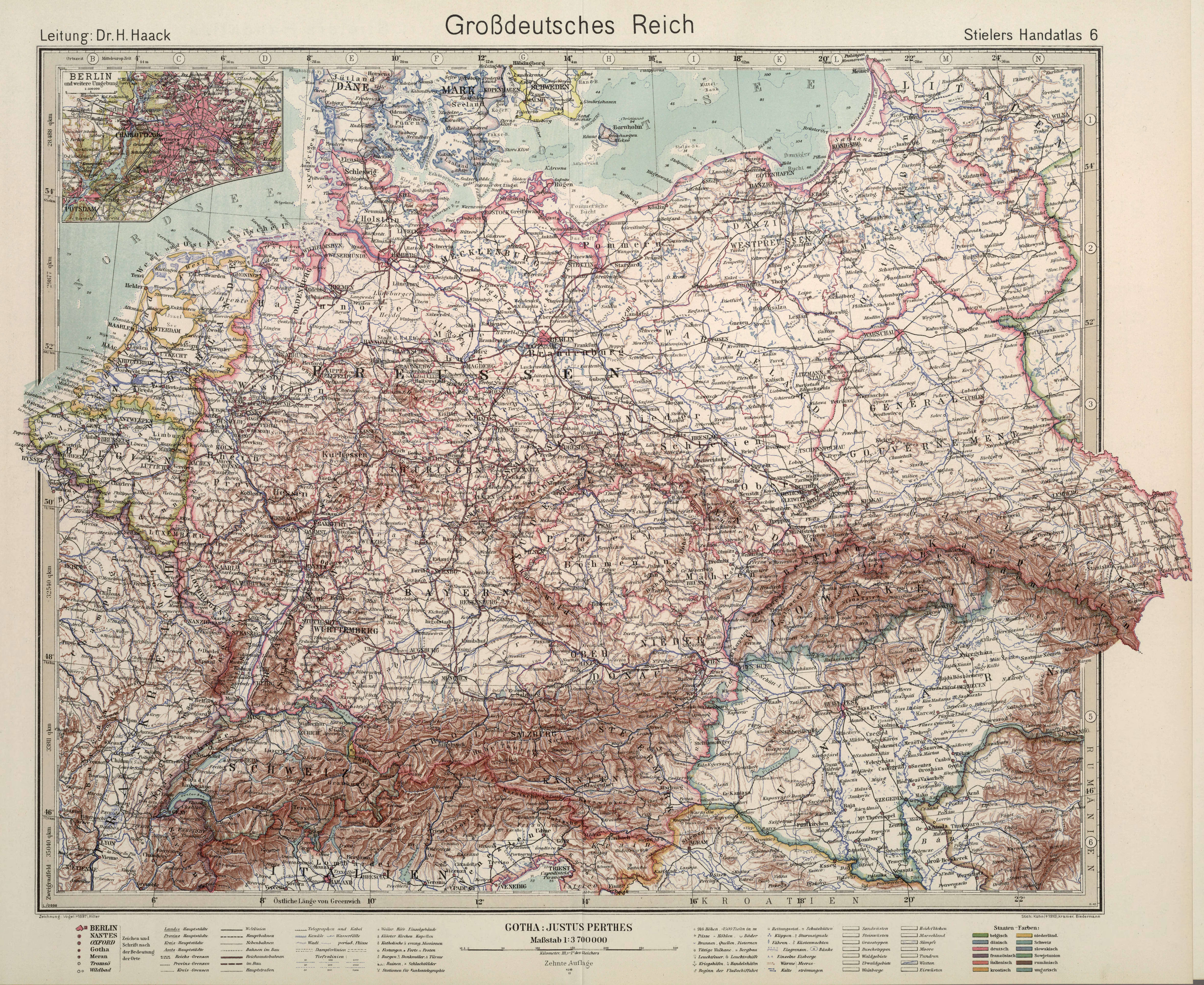
Mappa della Germania nazista (1944)

Subito dopo la soppressione dei Länder della
Repubblica di Weimar nel 1934, i gaue (gau al singolare) erano de facto le divisioni amministrative della Germania nazista.
I Gaue nazisti furono istituiti nel 1926 come distretti amministrati dal partito nazista. Ogni Gau aveva un leader amministrativo, il Gauleiter (in lingua italiana: il capo Gau). Anche se i Länder e le provincie prussiane continuarono a esistere anche dopo il decreto dei pieni poteri del 1933, la loro amministrazione fu ridotta nel Gleichschaltung a un rudimentale distretto strettamente legato al rispettivo Gau nazista. In totale la Germania era divisa in 32 Gaue nel 1934 e in 42 Gaue nel 1945.
Le regioni occupate nel 1938 (l'Austria e i Sudeti) e nel 1939 (il territorio di Memel in Lituania), così come le aree conquistate durante il corso della seconda guerra mondiale, furono incorporati in Gaue già esistenti oppure organizzati in Reichsgaue. Negli stessi il Gauleiter effettuava anche la posizione di Reichsstatthalter.
I Gaue vennero ufficialmente aboliti nel 1945, anno in cui la Germania perse la seconda guerra mondiale.

## Gaue,ReichsgaueeLänder

### IGauestabiliti nel 1934
Di seguito è possibile trovare i gaue originari stabiliti nel 1934. Fra questi non sono inclusi le provincie austriache e polacche che verranno annesse dopo.
| Nome del Gau               | Nome tedesco             | Capoluogo                  | Istituzione | Note |
| -------------------------- | ------------------------ | -------------------------- | ----------- | --- |
| Alta Slesia                | Oberschlesien            | Katowice (dal 1939)        | 1934        | Formato dalla provincia dell'Alta Slesia, incorporò dal 1939 anche parti della Polonia.                                                                                         |
| Amburgo                    | Hamburg                  | Amburgo                    | 1934        | Formato dallo Stato di Amburgo. |
| Assia-Nassau               | Hessen-Nassau            | Francoforte sul Meno       | 1934        | Formato dallo Stato dell'Assia e da una parte della provincia prussiana di Assia-Nassau                                                                                         |
| Baden                      | Baden                    | Karlsruhe                  | 1934        | Formato dal vecchio Stato di Baden. |
| Bassa Slesia               | Niederschlesien          | Breslavia                  | 1934        | Formato dalla provincia prussiana della Bassa Slesia. |
| Bayreuth                   | Bayreuth                 | Bayreuth                   | 1934        | Formato da una parte della Baviera; venne originariamente chiamata Bayrische Ostmark, e poi rinominata in Gau Bayreuth nel 1942; incorporò parti della Cecoslovacchia nel 1938. |
| Brandeburgo                | Mark Brandenburg         | Berlino                    | 1934        | Formato dalla provincia prussiana di Brandeburgo. |
| Coblenza-Treviri           | Koblenz-Trier            | Coblenza                   | 1934        | Formato da una parte della provincia del Reno, venne rinominata in Moselland (ovvero terra della Mosella) nel 1942, dopo l'incorporazione del Lussemburgo.                      |
| Colonia-Aquisgrana         | Köln-Aachen              | Colonia                    | 1934        | Formato dalla parte centro-settentrionale della provincia del Reno. |
| Düsseldorf                 | Düsseldorf               | Düsseldorf                 | 1934        | Formato dalla parte settentrionale della provincia del Reno |
| Franconia                  | Franken                  | Norimberga                 | 1934        | Formato da una parte della Baviera. |
| Grande Berlino             | Groß-Berlin              | Berlino                    | 1934        | Formato dalla provincia prussiana di Grande Berlino |
| Halle-Merseburg            | Halle-Merseburg          | Halle                      | 1934        | Formato dalla parte meridionale della provincia di Sassonia. |
| Hannover Orientale         | Ost-Hannover             | Luneburgo                  | 1934        | Formato dalle parti settentrionali, centrali e orientali della prussiana provincia di Hannover.                                                                                 |
| Hannover del Sud-Brunswick | Südhannover-Braunschweig | Hannover                   | 1934        | Formato dal Libero Stato di Brunswick e dalle parti meridionali e occidentali della provincia di Hannover.                                                                      |
| Kurhessen                  | Kurhessen                | Kassel                     | 1934        | Formato dalla parte settentrionale della provincia prussiana di Assia-Nassau.                                                                                                   |
| Magdeburgo-Anhalt          | Magdeburg-Anhalt         | Dessau                     | 1934        | Formato dal libero Stato di Anhalt e da una parte della prussiana provincia di Sassonia.                                                                                        |
| Meclemburgo                | Mecklenburg              | Schwerin                   | 1934        | Formato dai liberi stati di Meclemburgo-Schwerin e di Meclemburgo-Strelitz. |
| Meno-Franconia             | Mainfranken              | Würzburg                   | 1934        | Formato da una parte della Baviera. |
| Monaco-Baviera Superiore   | München-Oberbayern       | Monaco di Baviera          | 1934        | Formato da una parte della Baviera. |
| Pomerania                  | Pommern                  | Stettino                   | 1934        | Formato dalla prussiana provincia di Pomerania. |
| Prussia Orientale          | Ostpreußen               | Königsberg                 | 1934        | Formato dalla provincia prussiana della Prussia Orientale; dal 1939 incluse anche territori della Polonia                                                                       |
| Saar-Palatinato            | Saarpfalz                | Neustadt an der Weinstraße | 1934        | Formato dalla regione del Palatinato e dalla regione prussiana della Saarland; rinominata Westmark nel 1940 dopo l'incorporazione di parte della Lorena.                        |
| Sassonia                   | Sachsen                  | Dresda                     | 1934        | Formato dalla provincia di Sassonia. |
| Schleswig-Holstein         | Schleswig-Holstein       | Kiel                       | 1934        | Formato dalla prussiana provincia di Schleswig-Holstein, dalla Città libera di Lubecca e da parte del libero Stato di Oldenburg.                                                |
| Svevia                     | Schwaben                 | Augusta                    | 1934        | Formato da una parte della Baviera. |
| Turingia                   | Thüringen                | Weimar                     | 1934        | Formato dalla Turingia e dall'adiacente provincia di Sassonia. |
| Vestfalia del Nord         | Westfalen-Nord           | Münster                    | 1934        | Formato dal Libero Stato di Lippe e dalla parte settentrionale della Provincia di Vestfalia.                                                                                    |
| Vestfalia del Sud          | Westfalen-Süd            | Dortmund                   | 1934        | Formato dalla parte meridionale della Provincia di Vestfalia. |
| Weser-Ems                  | Weser-Ems                | Oldenburg                  | 1934        | Formato da una parte del libero Stato di Oldenburg, lo Stato di Brema e la parte occidentale della Provincia di Hannover.                                                       |
| Württemberg-Hohenzollern   | Württemberg-Hohenzollern | Stoccarda                  | 1934        | Formato dal Libero Stato Popolare di Württemberg e dalla provincia prussiana di Hohenzollern.                                                                                   |

### IGauestabiliti fra il 1938 e il 1939
Dopo l'Anschluss e l'occupazione dei Sudeti furono creati nuovi Reichsgaue.
| Nome del Gau      | Nome tedesco     | Capoluogo | Istituzione | Note |
| ----------------- | ---------------- | --- | ----------- | --- |
| Alto Danubio      | Oberdonau        | Linz | 1938        | Formato dall'ex stato federale della Alta Austria e dalla Ausseerland, una parte della Stiria; dal 1939 incluse anche parti della bassa Boemia. |
| Basso Danubio     | Niederdonau      | Krems (anche se nel 1943 Hitler comunicò al Gauleiter Hugo Jury che il capoluogo sarebbe stata Brünn (Brno) nell'immediato futuro) | 1938        | Formato dall'ex stato federale della Bassa Austria e da una parte del Burgenland; dal 1939 incluse anche parti della bassa Moravia.             |
| Carinzia          | Kärnten          | Klagenfurt | 1938        | Formato dallo Stato austriaco della Carinzia e dell'Est Tirol.                                                                                  |
| Salisburgo        | Salzburg         | Salisburgo | 1938        | Formato dall'ex stato federale del Salisburghese                                                                                                |
| Stiria            | Steiermark       | Graz | 1938        | Formato dall'ex stato federale della Stiria e da una parte del Burgenland; dal 1941 incluse parti della Slovenia                                |
| Sudeti            | Sudetenland      | Reichenberg | 1938        | Formato dalle parti della Cecoslovacchia dove la lingua tedesca era maggiormente parlata.                                                       |
| Tirolo-Vorarlberg | Tirol-Vorarlberg | Innsbruck | 1938        | Formato dall'ex stato federale del Vorarlberg e da una parte del Tirolo                                                                         |
| Vienna            | Wien             | Vienna | 1938        | Formato dall'ex stato federale di Vienna e da alcune parti del Niederösterreich                                                                 |

### IReichsgauestabiliti nella Seconda guerra mondiale
I Reichsgaue nacquero nel tentativo di far coincidere le divisioni amministrative con i distretti territoriali del partito nazista. La riorganizzazione venne però frenata da rivalità interne, e in definitiva interessò principalmente i territori annessi: territori polacchi (come la Città Libera di Danzica, ora facente parte del Reichsgau di Danzig-Westpreußen) e alcuni territori del Belgio, che vennero de jure annessi alla Germania. L'Alsazia e la Lorena così come il Lussemburgo vennero annessi ai Reichsgaue circostanti.

#### De jure
| Nome del Gau | Nome tedesco | Capoluogo | Istituzione | Note |
| ------------ | ------------ | --------- | ----------- | --- |
| Fiandre      | Flandern     | Anversa   | 1944        | Formato dalla regione fiamminga belga, comprendendo le aree dove si parlava la lingua olandese nella provincia di Anversa, Fiandre Orientali, Fiandre Occidentali, Limburgo, l'arrondissement di Bruxelles (escludendo Bruxelles stessa), e l'arrondissement di Lovanio. |
| Vallonia     | Wallonien    | Namur     | 1944        | Formata dalla regione della Vallonia, comprendendo le province francofone della provincia dell'Hainaut, Liegi, dalla provincia del Lussemburgo, di Namur, e dall'arrondissement di Nivelles                                                                              |

#### De facto
| Nome del Gau                | Nome tedesco         | Capoluogo | Istituzione | Note | Dettagli |
| --------------------------- | -------------------- | --------- | ----------- | --- | -------- |
| Danzica-Prussia Occidentale | Danzig - Westpreußen | Danzica   | 1939        | Formato dall'ex Città Libera di Danzica e dalla regione polacca del Voivodato di Pomerania.                                                                    | Voce     |
| Wartheland                  | Wartheland           | Poznań    | 1939        | Creato in gran parte nella regione polacca del Voivodato di Poznań e dalle aree incorporate dai voivodati circostanti dopo l'occupazione tedesca della Polonia | Voce     |

### Gli Auslandsgaue
Vi è stato un Gau extraterritoriale chiamato Auslandsorganisation (Organizzazione per l'estero) che corrispondeva ai membri del partito all'estero. La sua sede era a Berlino. Era considerato come il quarantatreesimo Gau della Germania nazista.

## Le zone d'operazioni
Dopo il termine della dittatura di Benito Mussolini il governo italiano iniziò in segreto a trattare con gli Alleati discutendo su una possibile entrata dell'Italia nel campo alleato. Per rappresaglia i nazisti occuparono gran parte dell'Italia settentrionale, liberarono Mussolini dal Gran Sasso e lo fecero diventare un capo fantoccio di un nuovo stato fascista però occupato dalle truppe tedesche. Mentre le aree ancora controllate da Mussolini appartenevano alla Repubblica Sociale Italiana, molte regioni del Nord Italia ubicate tra la Svizzera e l'Adriatico vennero organizzate in zone d'Operazioni (in tedesco Operationszonen). Tali territori vennero formalmente annesse alla Germania nazista e incluse nel Gau circostante.
Le zone d'operazioni erano due:
| Nome della zona d'operazioni             | Nome tedesco                                  | Sede    | Istituzione | Note | Dettagli |
| ---------------------------------------- | --------------------------------------------- | ------- | ----------- | --- | -------- |
| Zona d'operazioni del Litorale adriatico | Operationszone Adriatisches Küstenland (OZAK) | Trieste | 1943        | Formata dalla provincia di Lubiana, dall'Istria e dal Friuli-Venezia Giulia. Fu unita al Reichsgau di Carinzia. | Voce     |
| Zona d'operazioni delle Prealpi          | Operationszone Alpenvorland (OZAV)            | Bolzano | 1943        | Formata dal Trentino-Alto Adige e dalla provincia di Belluno.                                                   | Voce     |

In un ordine dell'OKW del 1943, Hitler decreta la creazione di ulteriori zone d'operazioni in Nord Italia.
A differenza delle altre due zone d'operazioni, questa non fu effettivamente realizzata, ma venne occupata militarmente.
Le zone d'operazioni proposte ma mai realizzate erano due:
| Nome della zona d'operazioni                | Nome tedesco della zona d'operazioni      | Note |
| ------------------------------------------- | ----------------------------------------- | --- |
| Zona d'operazioni transfrontaliera francese | Operationszone Französische Grenze (OZFG) | Doveva includere la provincia di Aosta, parte di quella di Torino e presumibilmente anche parte di quelle di Cuneo e Vercelli                                                          |
| Zona d'operazioni delle Alpi nord-ovest     | Operationszone Nordwest-Alpen (OZNA)      | Doveva essere collocata fra il Passo dello Stelvio e il Monte Rosa, includendo completamente le province di Sondrio e di Como e in parte quelle di Brescia, Varese, Novara e Vercelli. |

## Governatorato Generale

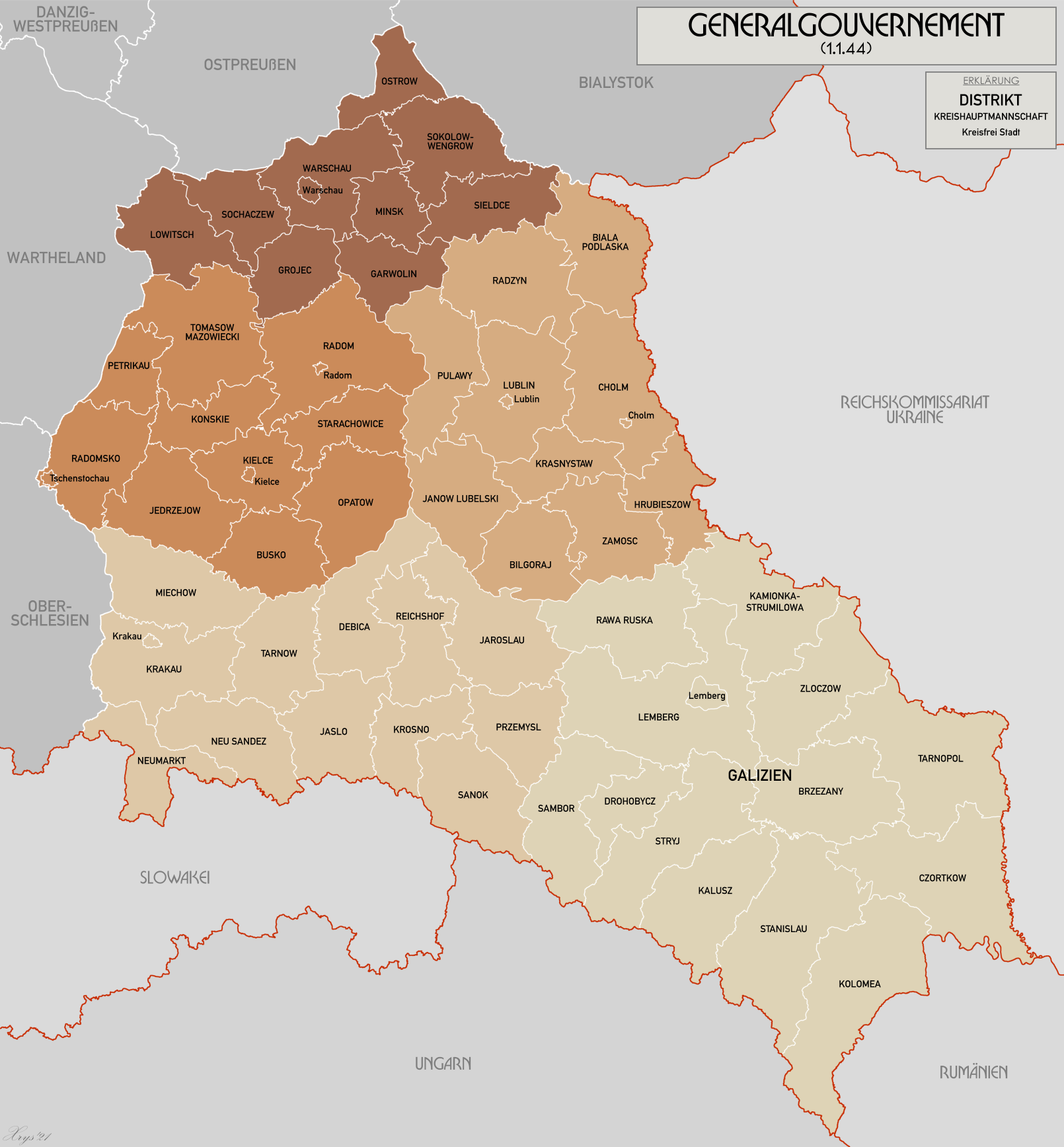
Una mappa del Governatorato Generale.

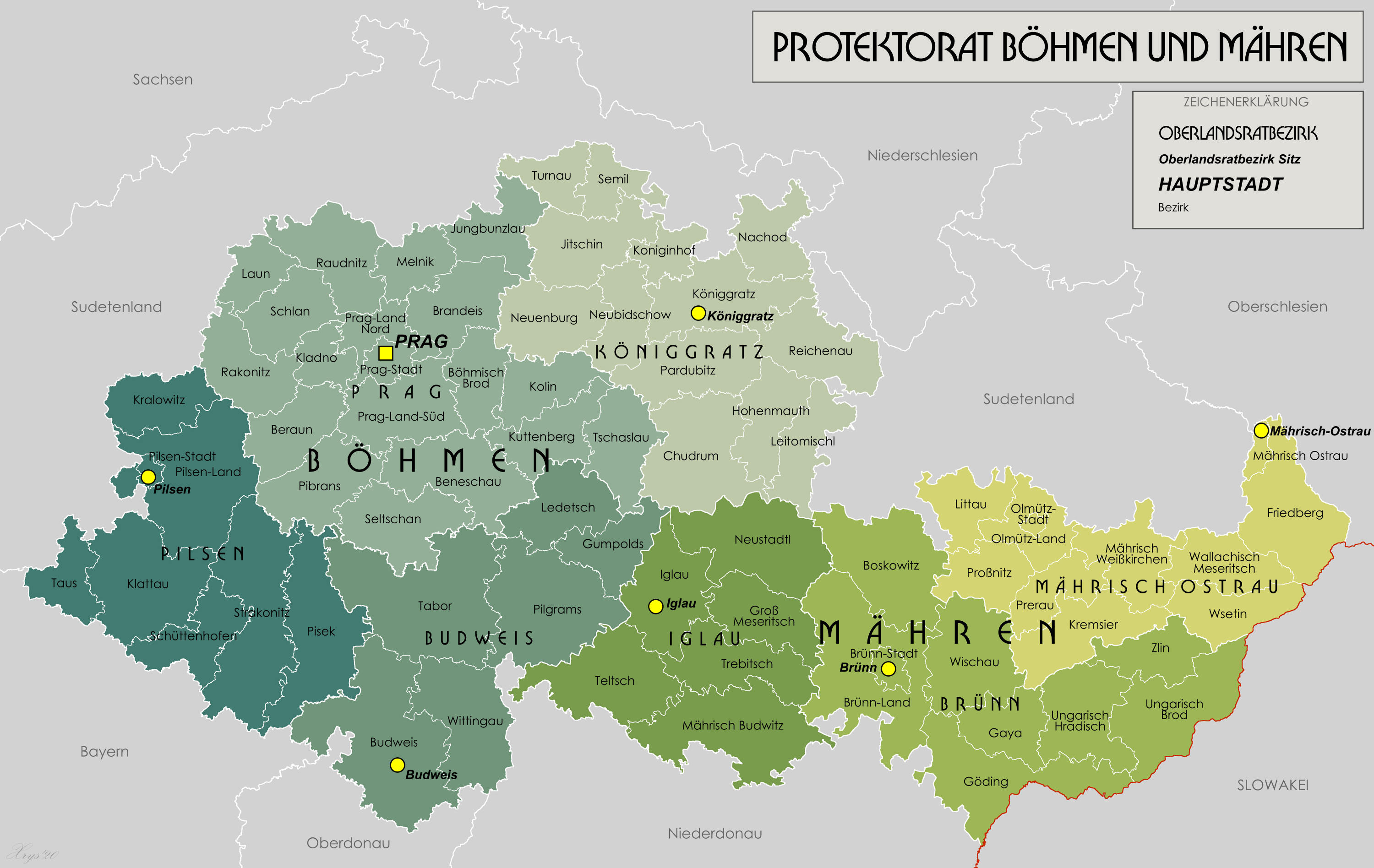
Cartina che illustra il Protettorato di Boemia e Moravia.

Nelle zone polacche che non vennero annesse direttamente al Reich fu istituita un'amministrazione denominata Governatorato Generale. Anche se la regione era al di fuori dei confini del Reich, il Governatorato Generale venne considerato dalle autorità naziste come una regione "autonoma" (vale a dire non direttamente subordinata al governo di Berlino).
Il Governatorato è stato diviso in quattro distrikten (distretti):
- Distretto di Cracovia;
- Distretto di Lublino;
- Distretto di Radom;
- Distretto di Varsavia.

Dopo l'invasione dell'Unione Sovietica nel 1941 venne creato un nuovo distretto, il Distretto della Galizia, formato dalla regione asburgica della Galizia.

## Protettorato di Boemia e Moravia
Gli accordi presi nella conferenza di Monaco concessero alla Germania il controllo su gran parte della Cecoslovacchia; il resto è stato subordinato al governo tedesco nel marzo del 1939. Mentre la Slovacchia divenne uno stato satellite della Germania, i territori rimanenti vennero inglobati nel Protettorato di Boemia e Moravia (il quale era sotto dominio tedesco).
Sono esistite due amministrazioni all'interno del protettorato. La prima consisteva in due Länder, Boemia e Moravia, che venivano a loro volta suddivisi in unità più piccole.
La seconda, quella messa in atto dai nazisti, unì i territori del Protettorato ai Gau circostanti, quali Sudeti, Bayreuth, Alto Danubio e Basso Danubio.

## Piani per il futuro
Il governo nazista ha apertamente perseguito un aggressivo espansionismo, con l'intenzione di estendere ulteriormente il già ampio stato tedesco. In previsione di ulteriori allargamenti territoriali, furono progettati alcuni nuovi distretti. Erano destinate soprattutto due espansioni:

### Annessioni dei territori nell'Europa dell'Est
Per poter espandere lo spazio vitale della Germania, le popolazioni slave dell'Europa dell'Est dovevano essere eliminate tramite processi di sterminio, espulsione, approvvigionamenti di alimenti (che lasciava morire di fame gran parte della popolazione slava) e schiavismo che avrebbero effettivamente germanizzato questi territori a lungo termine. Le autorità naziste avevano pianificato che la colonizzazione della popolazione tedesca che viveva nell'Europa orientale sarebbe dovuta procedere più intensivamente nelle tre cosiddette Siedlungsmarken ossia l'Ingria, l'area attorno ai fiumi Narew e Nemunas e l'Ucraina meridionale (dove era inclusa anche la Crimea).
Questi territori dovevano essere organizzati in un nuovo Gau, chiamato Gothengau (Gau dei Goti), in onore ai goti di Crimea che vi sono stabiliti nell'area.
Inoltre, se l'espansione del Reich nell'Europa orientale avesse avuto luogo, vi sarebbero stati due nuovi territori: Peipusland (con un riferimento al Lago dei Ciudi, chiamato anche Lago Peipus), che corrispondeva all'attuale Estonia, e Dünaland (con un riferimento al fiume Daugava, il cui nome tedesco corrisponde a Düna) che corrispondeva alla Lettonia.

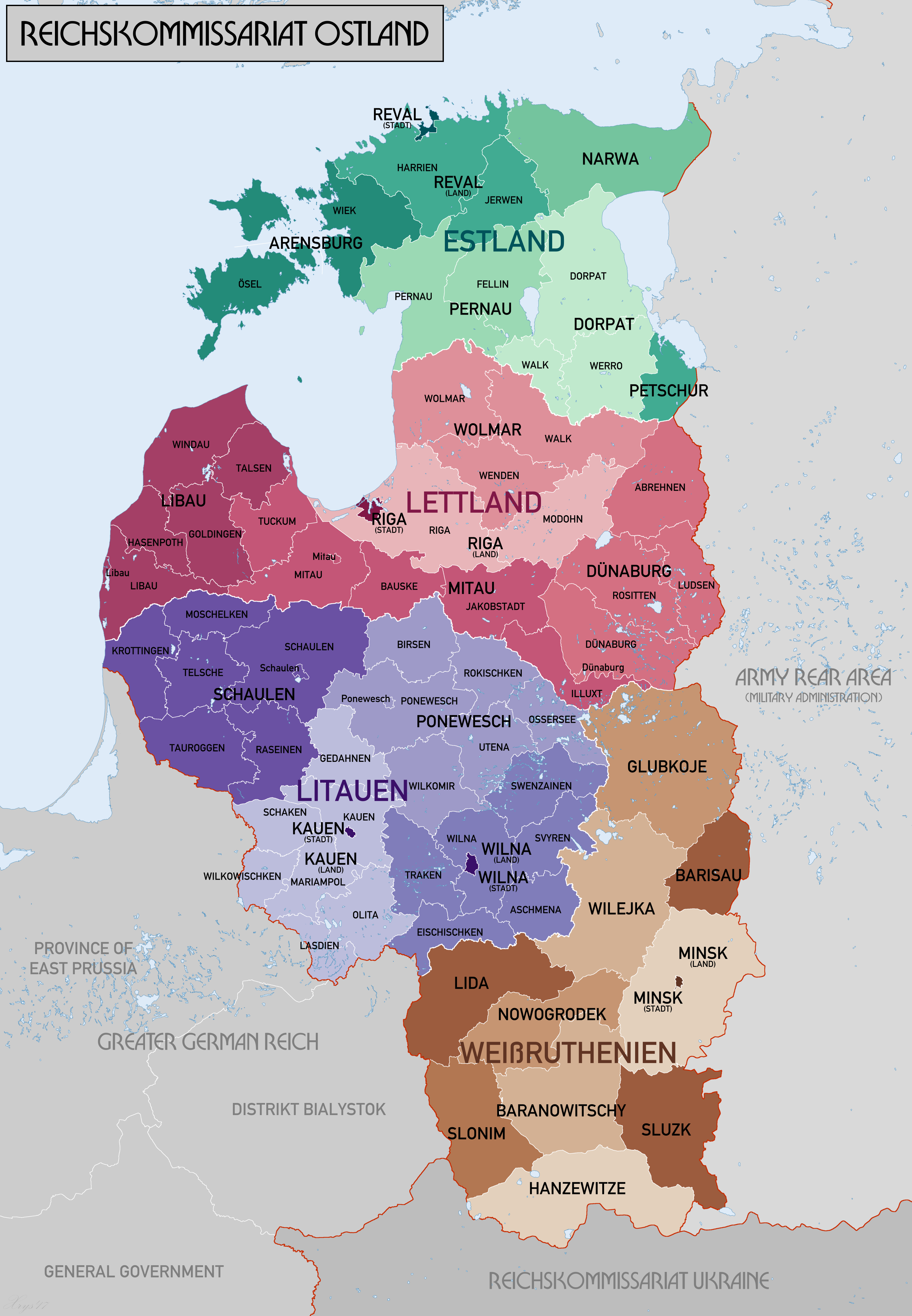
Il territorio dell'Ostland.

In una conferenza del 16 luglio 1941 dove si discuteva della futura organizzazione dei territori sovietici appena conquistati Hitler menzionò che aveva intenzione non solo di conquistare le aree menzionate sopra, ma anche la regione baltica, l'area dei Tedeschi del Volga e il distretto di Baku, in Caucasia. Il 3 novembre del 1941 ha anche elaborato un possibile aspetto della germanizzazione nell'Europa dell'Est:
(Adolf Hitler)
Inoltre si è discusso se la valle del fiume Vistola, dentro al Governatorato Generale, sarebbe dovuta diventare un singolo Gau (Vandalengau, Gau dei Vandali) oppure tre o cinque nuovi Reichsgaue. Una proposta del 1939 ha anche considerato la creazione di un nuovo Reichsgau, chiamato Beskidenland, che doveva comprendere i territori fra Cracovia e il fiume San. Nella Jugoslavia occupata dagli Alleati il nazista Sepp Janco, rappresentante degli Svevi del Danubio, sosteneva addirittura la creazione di un nuovo Gau, il Reichsgau Banat o Gau Eugenio di Savoia, che avrebbe dovuto comprendere i territori jugoslavi di Bačka, Banat, Baranya e parte della Transilvania.

Probabilmente anche la Scandinavia sarebbe diventata parte del Reich.

### La Großdeutschland e le nazioni "appartenenti" al Reich
La dottrina razziale nazista dei gruppi etnici europei classificava i nordeuropei, così come gli svizzeri, gli austriaci, gli olandesi, i fiamminghi, i danesi, gli inglesi e naturalmente anche i tedeschi come la razza superiore nordica-ariana (Herrenrasse). A seguito dell'annessione dell'Austria nella Grande Germania (Großdeutschland), Hitler decise di seguire la stessa politica nel futuro per tutte le altre nazioni che lui avrebbe identificato "appartenenti" al Reich. Questo significa che la regione storica dei Paesi Bassi e la Scandinavia si sarebbero dovuti eventualmente unire in un Grande Reich Germanico (Großgermanisches Reich) che sarebbe diventato volta per volta sempre più grande. Se ciò fosse accaduto le nazioni (come Norvegia, Svezia o Danimarca) sarebbero divenute piccole unità amministrative, così come la Danimarca sarebbe diventata un Reichsgau Nordmark e i Paesi Bassi un Reichsgau Westland.
Inoltre un altro obiettivo dei nazisti era quello di ripristinare i confini occidentali della Germania con la Francia come era nel Sacro Romano Impero. Inoltre avrebbe dovuto esserci un nuovo Reichsgau, prossimo per essere annesso al Reich, che comprendeva i territori dal dipartimento di Somme al Lago Lemano. Il suo nome sarebbe stato Reichsgau Burgund e avrebbe dovuto avere Nancy (Nanzig) come capitale.